# Искра Брајовић
Искра Бабић (рођена Брајовић; Београд, 17. новембар 1987) српска је глумица.

## Биографија
Она је дете из првог брака Воје Брајовића и Љиљане. Има брата Вукоту, који је по занимању сценариста и продуцент.
Кратко се бавила одбојком и кошарком, а похађала јe и часове клавира. Након завршене основне школе, похађала је Филолошку гимназију.
Након завршене глуме на Академији Уметности Алфа Универзитета, где је окончала мастер студије, добила је позив од Бранка Милићевића - Бранка Коцкице да се придружи његовом позоришту Пуж. Изјавила је да није кренула ничијим стопама већ својим срцем када је бирала глуму.
На филму и телевизији Брајовић има мали број улога. Прву велику улогу добила је у филму Зона мртвих. Такође је имала и неколико споредних улога, али назначајније су биле у серијама Војна Академија, Ургентни центар и Цимерке.

## Лични живот
На пролеће 2016. године Искра се удала за Синишу Бабића после неколико година познанства. Крајем 2016. године добилa је кћерку.
Искра је велики љубитељ животиња, често волонтира у склоништима за животиње.